# 北村正司
北村 正司（きたむら しょうじ、1910年（明治43年）5月12日 - 1989年（平成元年）1月23日）は、日本の英語学者。専門は英語教育。

## 人物
北海道小樽市出身。1931年、小樽高等商業学校卒業。小樽高等実修商科学校、小樽市立商業学校、北海道庁立小樽商業学校を経て、1955年、小樽商科大学短期大学部講師。1956年、アメリカミシガン大学英語研究所へ留学。1959年、小樽商科大学短期大学部助教授。1963年、同教授。1976年、小樽商科大学停年退職、小樽商科大学名誉教授。同年、北海道薬科大学教授。1981年（昭和56年）小樽短期大学学長。1982年（昭和57年）勲三等旭日中綬章受章。

## 主要論文
- 『英語における Aspect の研究』 （小樽商大人文研究 11, 1956年）
- 『英作文における文法と文体』 （小樽商科大学人文研究 25,1963年）
- 『Audio-Lingual Approach の再吟味』 （小樽商科大学人文研究 40, 1970年）

など